# Łekno (Grande-Pologne)
Pour les articles homonymes, voir Łekno.
Łekno (prononciation : [ˈwɛknɔ]) est un village polonais de la gmina de Wągrowiec dans le powiat de Wągrowiec de la voïvodie de Grande-Pologne dans le centre-ouest de la Pologne.
Il se situe à environ 9 km au nord-est de Wągrowiec (siège de la gmina et du powiat), et à 56 km au nord-est de Poznań (capitale de la Grande-Pologne).
Le village possédait une population de 692 habitants en 2013.

## Histoire
De 1975 à 1998, le village faisait partie du territoire de la voïvodie de Piła.

Depuis 1999, Łekno est situé dans la voïvodie de Grande-Pologne.
La première mention écrite du village date de 1136.
Un monastère cistercien est également mentionné en 1153. Il s'agit de la plus ancienne abbaye de Grande-Pologne.
En 1331, le village a été pillé et détruit par les chevaliers teutoniques.
En 1383, Łekno a de nouveau été brûlé. À la suite d'une nouvelle destruction en 1396, les Cisterciens ont été transférés à Wągrowiec.
Après le Troisième partage de la Pologne, Łekno est sous administration prussienne. Dans les années 1807-1815, le village se situe dans le territoire du Grand-duché de Varsovie. En 1815, il revient sous administration prussienne.

## Géographie
Le village est situé au bord du lac de Łekno.